# Chiara Valentini (motociclista)
Chiara Valentini (Roma, 3 aprile 1975) è una pilota motociclistica, conduttrice televisiva e autrice televisiva italiana.

## Carriera
Valentini approccia al mondo delle due ruote a 17 anni in sella alla sua prima moto: un'Aprilia 125.
Già poco tempo dopo inizia a girare su pista.
I costi troppo alti per la pratica di questo sport la dirottano sul mototurismo, che culmina con il viaggio all'Isola di Man nel 2000, in occasione del Tourist Trophy.
Nel 2004 nasce il Trofeo Italiano Motocicliste e Chiara decide di iscriversi con la sua Ducati Multistrada 1000, una moto non adatta alle corse ma che darà la possibilità di mettersi in luce, arrivando 5º assoluta nella classifica delle "1000cc", aggiudicandosi il titolo di miglior ducatista privata.
Questa esperienza le ha valso la candidatura per l'anno successivo a far parte di primo Team Ducati ufficiale femminile nella storia della casa bolognese, il team "Y2K", direttamente seguito da Ducati, che ha messo a disposizione di Chiara e della sua compagna di squadra, Paola Cazzola, due Ducati 999S con le quali hanno conquistato rispettivamente nel 2005 il 3º e il 1º posto nel Campionato Italiano Femminile.

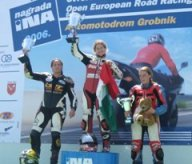
La conquista del titolo europeo sul circuito di Rijeka (Croazia)

È il 2006 l'anno d'oro della pilota romana: continua la sua esperienza nel team ufficiale Ducati Y2K che decide di schierare Chiara nella classe “600” con una Ducati 749R nel Campionato Italiano Femminile e nell'European Womens Cup'; scelta azzeccata, perché già nella prima gara dell'Europeo sul circuito di casa di Vallelunga, Chiara conquista la sua prima vittoria, e pochi mesi più avanti, con una gara d'anticipo, conquista il titolo europeo.
Nello stesso anno è in lotta anche per il titolo italiano, ma un infortunio alla spalla nella penultima gara del Campionato le compromette la lotta per il titolo, piazzandosi così al secondo posto.
Lo stesso infortunio le ha seriamente condizionato la stagione successiva, il 2007: in sella alla sua nuova Kawasaki Ninja 600 è riuscita a partecipare a solo due gare nel Campionato femminile.
Se la stagione sportiva è sottotono, iniziano due importanti collaborazioni nel settore motociclistico: insieme a Giacomo Agostini e Marco Lucchinelli, diviene il testimonial e volto televisivo di MotoTV, primo canale di Sky interamente dedicato alle due ruote.
Partecipa al Corso per tecnici federali della FMI, divenendo il primo tecnico donna in Italia per il settore velocità, abilitazione necessaria per svolgere come istruttori i corsi di guida velocità per conto della Federazione.

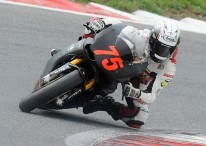
Nel 2008 è in sella al prototipo LR042 di Franco Lenci

Nel 2008 decide di cambiar rotta e di sfidare gli uomini nei loro campionati, iscrivendosi al Ducati Desmo Challenge categoria Protwins (prototipi), in sella alla LR 042 allestita da Franco Lenci e seguita dal Team "Lenci Racing". Da questa sfida nasce "Affari di Famiglia", un format televisivo trasmesso su MotoTV con l'obiettivo di seguire la vita di una coppia che si sfida in pista in un campionato motociclistico permettendo agli appassionati di guardare il dietro le quinte delle competizioni motociclistiche.
Nel 2013, insieme ad Emiliano Malagoli, dà vita alla Onlus "Di.Di. Diversamente Disabili", un'associazione nata per riportare in moto ragazzi con una disabilità fisica: nasce così il primo campionato al mondo dedicato a piloti paralimpici, prima in Italia e successivamente anche all'estero. Nel 2017 la International Bridgestone Handy Race approda nel palcoscenico mondiale della MotoGP e della SBK.
Dal 2016 al 2018 conduce con Annalisa Minetti il programma Never Give Up su Automoto TV in onda su Sky; le due sono anche autrici del programma.

## Carriera agonistica
2004: 5ª classificata assoluta, categoria 1000cc. nel Trofeo Italiano Motocicliste in sella a Ducati Multistrada. Miglior ducatista privata del trofeo.
2005: pilota del primo team ufficiale femminile Ducati Y2K in sella a Ducati 999S:
- 3ª classificata assoluta categoria 1000cc. nel Trofeo Italiano Motocicliste
- 4ª classificata, categoria stock, al Campionato mondiale Endurance, (sul circuito di Vallelunga); equipaggio: Cazzola, Liverani, Valentini;
- 6ª classificata al Dunlop Supermoto Day, Endurance Boy&Girl (sul circuito del Sagittario, Latina); equipaggio:Di Goro, Valentini.
- wild card al Ducati Desmo Challenge sul circuito di Misano e Vallelunga;
- wild card all'European Women's Cup sul circuito di Vallelunga;

2006: pilota del team femminile ufficiale Ducati Y2K in sella a Ducati 749R
- 1ª classificata assoluta categoria 600cc. nell'European Women's Cup
- 2ª classificata assoluta categoria 600cc. nel Campionato Italiano Motocicliste
- wild card al Ducati ClubRace sul circuito Assen;
- wild card al Ducati Desmo Challenge sul circuito di Varano.

2007: pilota per il Team Conti in sella a Kawasaki ZX6R.
2008: pilota per il Team LenciRacing in sella alla LR F042 nel Ducati Desmo Challenge, categoria Protwins.

## Curriculum

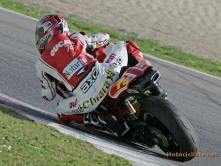
Valentini in azione sulla Ducati Ufficiale a Vallelunga - 2006

2001: partecipazione all'intera stagione della SBK nel Team Ufficiale Suzuki DMR, per il settore logistico;
Dal 2002: conseguimento della qualifica di Tecnico Federale per la Sicurezza Stradale e Istruttore per le seguenti manifestazioni:
- Festa in Pista, Vallelunga, patrocinato della Federazione Motociclistica Italiana;
- corsi teorici e pratici per il conseguimento del Patentino negli Istituti Scolastici di Roma e Provincia;
- Maranello in corsa per la Sicurezza;
- Pirelli Promotion Day - Motocicliste;
- IV Meeting Europeo Motocicliste;
- Ducati 999 my '05: Test Ride;
- V Meeting Europeo Motocicliste;
- Ducati Basic Training al Salone del motociclo di Milano – EICMA;
- VI Meeting Europeo Motocicliste;
- presentazione per conto della FMI della manifestazione Premiazioni Campioni 2006;
- VII e VIII Meeting Europeo Motocicliste.

2007:
- partecipazione al Corso FMI per Tecnici Federali Velocità e relativo conseguimento attestato per il I livello;
- volto televisivo e testimonial del canale satellitare interamente dedicato alle due ruote MotoTV, insieme a Giacomo Agostini e Marco Lucchinelli.

2008:
- istruttore per la Scuola Motociclistica Italiana;
- istruttore per la Scuola di Agonismo Femminile;
- volto televisivo e testimonial del canale satellitare interamente dedicato alle due ruote MotoTV insieme a Giacomo Agostini e Marco Lucchinelli;
- autrice e conduttrice del format televisivo "Affari di Famiglia" andato in onda su Mototv.